# Randy Klein
Randy Klein (Jersey City, New Jersey, 1949. szeptember 9. –) amerikai dzsesszzongorista.
Egy helyi rockcsoporttal, a The Good Thingsszel kezdett muzsikálni Union Cityben, majd a Fort Lee High School-i zenekarban játszott. 1967-től 1971-ig a bostoni Berklee Zeneakadémián tanult.

## Lemezek
- While I Was Waiting (1986)
- Spacial Glacier (1986)
- Randy Klein's Jazzheads (1993)
- Love Notes From The Bass with Harvie Swartz (1994)
- Underground Romantic (1998)
- Just My Imagination (1998)
- Invitation In (2004)
- Piano Christmas! (2005)
- The Flowing (2008)
- Sunday Morning with Chris Washburne and Oleg Kireyev (2010)
- What's Next with Alex Skolnick and Boris Kozlov (2012)
- Fancy Nancy Splendiferous Christmas Original Cast Album (2015)
- Kleinway@Steinway (2016)